# Китайский дракон

Древнее написание иероглифа lóng (лун)

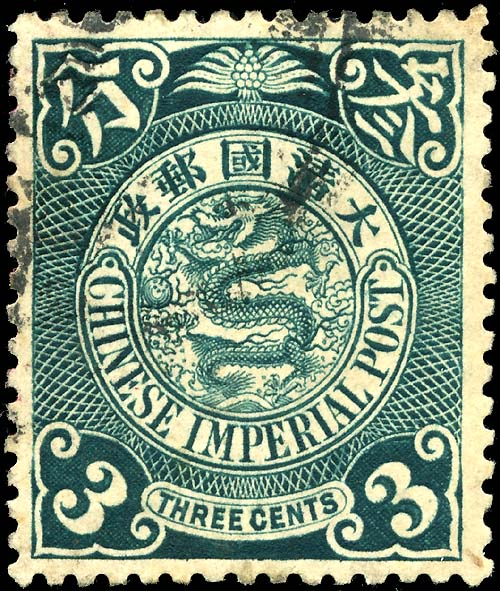
Китайский лун на почтовой марке (1910)

Китайский дракон на флаге империи Цин

Китайский дракон (кит. трад. 龍, упр. 龙, пиньинь lóng, палл. лун) — в китайской культуре символ доброго начала ян (в отличие от дракона европейского) и китайской нации в целом, прочно ассоциирующийся со стихией воды. В честь дракона установлен ежегодный праздник драконьих лодок.
По китайским поверьям, змей-лун обитает в реках, озёрах и морях, но способен взмывать и в поднебесье. В нём отчетливо проступают следы божества влаги и дождя, первоначально связанного с культом плодородия. Ритуалы по вызыванию дождя не обходились без изображений дракона уже в VI в. до н. э. Раннюю систематизацию знаний о драконах, с критическим заключением, выполнил Ван Чун (I век н. э.) в трактате «Лунь хэн» 論衡 (гл. Лун сюй 龍虛).
Лун — один из 200 тысяч разновидностей персонажей китайского театра теней, и он не меняется веками.

## Описание
Внешне китайского дракона описывают через подобия: голова верблюда, рога оленя, глаза демона, шея змеи, чешуя карпа (чешуек должно быть 81 или 117), когти орла, лапы тигра и уши коровы; на изображениях, тем не менее, часто заметно расхождение с этим описанием. На голове драконов находится их важнейшая принадлежность — шишка на макушке, благодаря которой они могут летать без крыльев. Однако её на изображениях можно увидеть нечасто.
Размеры китайских драконов — от метра до более 300 метров у Великого Цзянь-Тана.
Самки китайских драконов откладывают яйца, но некоторые детёныши вылупляются через тысячу лет. Их рождение сопровождается разгулом стихии: мощными метеорными потоками, грозами и крупным градом.
Китайцы разделили драконов на группы, в которых каждая порода имеет свои отличительные характеристики. Появились четыре главных брата-дракона морских Лун-ван:
- Дунхай Юйгуан 东海敖广 или Ао-Гуан (Восточно-Китайское море);
- Сихайюй 西海敖闰 или Ао-Жунь (Западное море);
- Наньхай Юйцинь 南海敖钦 или Ао-Цинь (Южное море);
- Бэйхай Юйшунь 北海敖顺 или Ао-Шунь (Северное море)[2].

Основные породы дракона следующие:
- Тяньлун — небесный дракон, который охраняет чертоги богов и возит их на колесницах;
- Фуцанлун — дракон скрытого сокровища, который стережёт под землёй драгоценные камни и металлы и волнует землю вулканами;
- Дилун — земляной дракон, который заведует морями и реками;
- Инлун — божественный дракон, от которого зависят погода, ветер, дождь и который гремит с неба громом.

Последние два вида дракона в народном воображении срослись в фигуры царей драконов, которые имеют тело человека и голову дракона. Живут они в морях на востоке (Восточно-Китайское море), юге (Южно-Китайское море), западе (Индийский океан) и севере (вероятно, Байкал).
Другие породы драконов: цзюлун — чешуйчатый дракон (синий); инлун — дракон с крыльями или без, оба варианта возможны (белый, чёрный, циановый); цзюлун с рогами (синий); безрогий чжилун (красный, белый и зелёный); паньлун, связанный с землёй. Китайские драконы могут быть также чёрного, белого, красного или жёлтого цвета, среди которых последний считается главнейшим. Каждый дракон рождается из золота того же цвета, что и его шкура. Возраст дракона также можно определить по цвету шкуры. Жёлтым, красным, белым и чёрным драконам — тысяча лет, а синим — восемьсот.
Драконы могут менять свои формы, в том числе принимать человеческий облик. По верованиям китайцев, их отпугивают или контролируют листья кельрейтерии метельчатой (мелии иранской), пятицветная шёлковая нить, воск, железо или многоножка.

## Значение

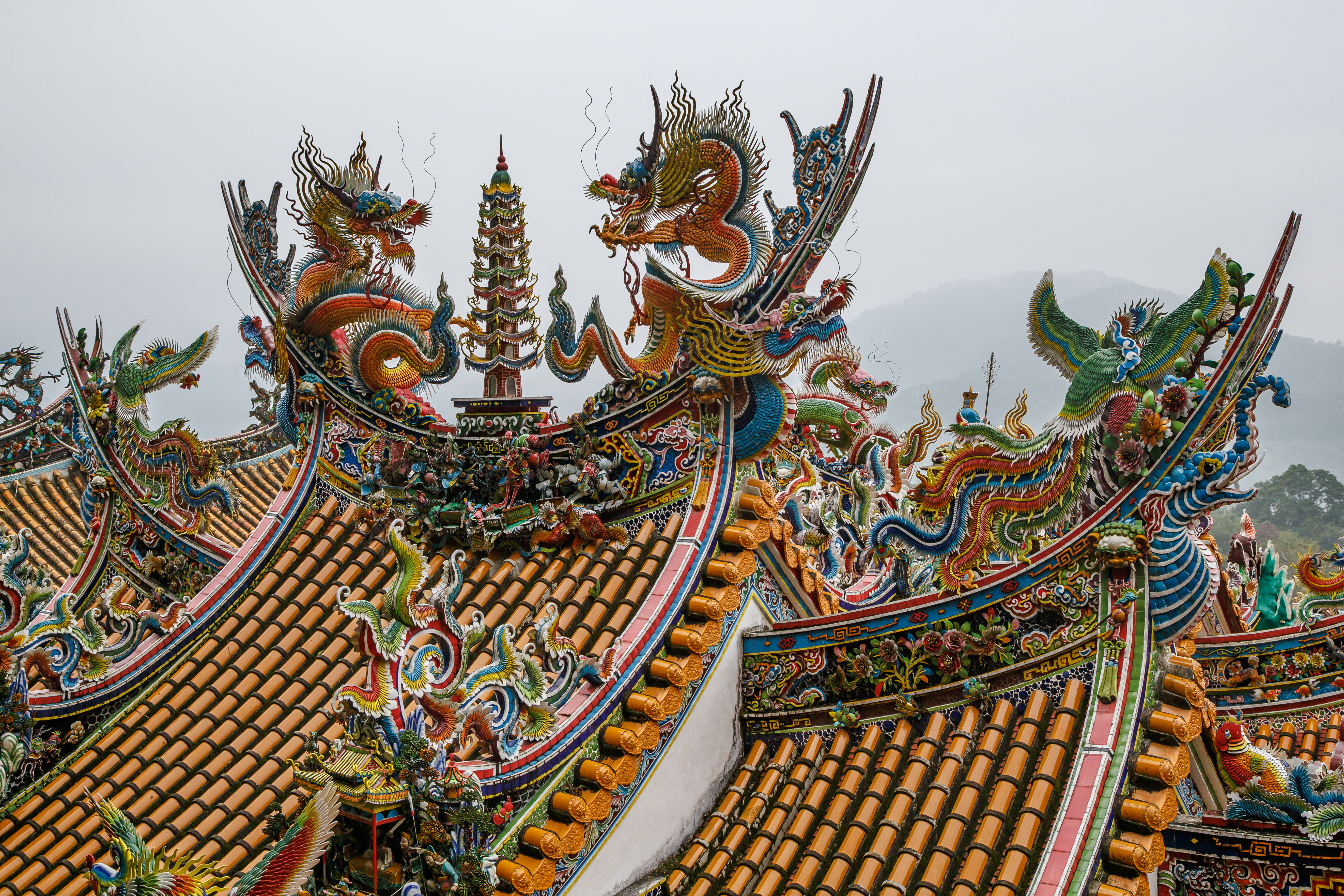
Крыши храма в Мяоли. Тайвань

Как царь животных дракон служил символом императорской власти. Согласно китайскому преданию, Жёлтый император на исходе жизни обратился в дракона и взмыл в небеса. У настоящего императора должна быть родинка в форме дракона. Императорский трон многих династий назывался троном дракона. Во времена династии Цин китайский дракон украшал государственный стяг. За ношение одежды с фигурами дракона простолюдин подлежал смертной казни.

### Применение в медицине
В конце 80-х годов XX века жители маленькой деревни в провинции Хэнань в Китае обнаружили скелет зауропода, который приняли за кости дракона. В соответствии с традиционными рецептами, они стали варить из останков похлёбку для детей, страдающих судорогами и головокружениями, а также размалывали кости в порошок и прикладывали к ранам и переломам. По их убеждениям, это действительно помогало, и на местном рынке активно шла торговля: «драконьи кости» продавались на развес по 4 юаня (около 14 рублей) за килограмм. Однако, когда об этом узнал профессор Института палеонтологии позвоночных и палеоантропологии Китайской академии наук Дун Чжимин, разразился скандал. Крестьяне, осознавшие, что употребляли в пищу животное, жившее 85-100 млн лет назад, испугались и передали остатки скелета учёным.

## Девять сыновей дракона
К XVI веку китайские авторы объединили несколько созданий, некоторые из которых уже давно появлялись в китайской скульптуре или декоративно-прикладном искусстве, под общим названием Девять сыновей дракона. Существует несколько вариантов этого списка. По одной традиции, представленной в книге «Шэнъань вайцзи» (кит. 升庵外集) поэта Ян Шэня (1488—1559), сыновья дракона, в порядке старшинства, перечисляются следующим списком:
| Название                                              | Характеристики | Пример |
| Биси (кит. трад. 贔屭, упр. 赑屃, пиньинь bìxì)       | Биси любит носить тяжести, и поэтому на него ставят стелы; |        |
| Чивэнь (кит. 螭吻, пиньинь chīwěn)                    | Чивэнь любит глотать, и поэтому его помещают на концах конька крыши, чтобы он проглатывал все дурные поветрия; Чивэнь — популярный элемент архитектурного декора Китая; |        |
| Пулао                                                 | Пулао любит кричать, и поэтому за него вешают колокола, а также вырезают его на гонгах;                                                                                 |        |
| Биань                                                 | Биань могуч и любит юстицию, и поэтому его помещают над тюремными дверьми;                                                                                              |        |
| Таоте (кит. 饕餮, пиньинь tāotiè)                     | Таоте — загадочное древнее чудовище, которое любит есть, и чья маска появляется на сосудах для жертвоприношений династий Шан и Чжоу;                                    |        |
| Бася                                                  | Бася любит воду, и поэтому его помещают на опорах мостов, у источников и пр;                                                                                            |        |
| Яцзы                                                  | Яцзы — хищный зверь, который любит убивать, и поэтому им украшают рукоятки холодного оружия;                                                                            |        |
| Суань-ни (кит. 狻猊, пиньинь suānní)                  | Суаньни любит сидеть, и поэтому его обычно помещают сидящим у ног Будды или бодхисатвы;                                                                                 |        |
| Цзяоту (кит. трад. 椒圖, упр. 椒图]], пиньинь jiaotu) | Цзяоту похож на морскую раковину и не любит, чтобы его беспокоили; поэтому его помещают на дверные ручки или пороги.                                                    |        |

Цзюню и би-ся вырезали на струнных инструментах и литературных табличках, а цзинь — на балках мостов.
В современном китайском языке выражение «девять сыновей дракона» (кит. упр. 龙生九子, пиньинь lóngshēng jiǔzǐ, палл. луншэн цзюцзы) является чэнъюем и помимо использования в прямом значении «рождённые легендарным драконом девять сыновей не стали драконами и имели каждый свои достоинства», переносится на людей и употребляется, когда хотят отметить различие в моральных качествах и увлечениях у родных братьев.